# Tuncshon-tong állomás
Tuncshon-tong (Dunchon-dong) állomás metróállomás a szöuli metró 5-ös vonalán, Kangdong-ku (Gangdong-gu) kerületben.

## Viszonylatok
| 5-ös vonal                                 | 5-ös vonal                | 5-ös vonal                           |
| ------------------------------------------ | ------------------------- | ------------------------------------ |
| Kangdong (Gangdong) Panghva (Banghwa) felé | Macshon (Macheon) szakasz | Olimpiai park Macshon (Macheon) felé |